# Мортиза (Белуно)
Мортиза (итал. Mortisa) је насеље у Италији у округу Белуно, региону Венето.
Према процени из 2011. у насељу је живело 109 становника. Насеље се налази на надморској висини од 1246 м.